# 雷鳥九号殺人事件
『雷鳥九号殺人事件』（らいちょうきゅうごうさつじんじけん）は、西村京太郎の推理小説。1983年に光文社から刊行された。

## ストーリー
十津川捜査班の4人が大阪での研修を終えた後、雷鳥九号に乗って北陸へ旅行に出かける途中、車内のトイレで銃殺死体が発見された。その直前に西本刑事がグリーン車内で美しい女性が一人の男性と隣の席で会話をしているのを目撃していた。その女性は福井で下車した。西本刑事の証言から、殺されたのはその女性と会話をしていた男性であることが判明する。後日、他の乗客の目撃情報により、犯人はその女性であることが発覚して逮捕されたが、その女性は取り調べに対して黙秘を続けた。一方、事件当日の深夜に敦賀－新疋田間の線路脇にて、保線員がブローニングの自動拳銃を発見した。
その後、弁護士と銃の専門家を呼び、この事件を巡って裁判が行われた。そんな中で、雷鳥九号での殺人事件から1ヵ月後、金沢市内の空き家で銃殺死体が発見される。解剖の結果、死亡推定時刻が雷鳥九号での殺人が起きた日の朝と判明した。また、銃の専門家の鑑定により雷鳥九号での殺人と空家での殺人は同一拳銃（上記の線路脇に落ちていた拳銃）から発砲され、同一拳銃による犯行であるというアリバイが発覚した。十津川たちは空家での殺人と雷鳥九号での殺人事件との関連調査を急ぐと共に、拳銃と列車を使ったアリバイトリックの究明に挑む。

## テレビドラマ

### 1987年版
『西村京太郎トラベルミステリー・雷鳥九号殺人事件』は、テレビ朝日系列の2時間ドラマ『土曜ワイド劇場』（毎週土曜日21:02 - 22:51、JST）で1987年2月14日に放送された。主演は三橋達也。
- 亀井刑事 - 愛川欽也
- 西本刑事 - 森本レオ
- 清水刑事 - 井川晃一
- 橘刑事 - 清原倫
- 三浦由美子 - 真野あずさ
- 久保寺環（羽田の愛人） - 水原ゆう紀
- 川原明（俊夫の弟） - 和泉史郎
- 川原俊夫 - 諸角憲一
- 羽田真一郎（羽田貴金属工業 社長） - 石山律雄
- 検察官 - 平野稔
- 裁判長 - 近藤準
- 松山（羽田貴金属工業 副社長） - 上田耕一
- 科学捜査研究所責任者 - 新井量大
- 原田（金沢大学病院 外科部長） - 入江正徳
- 瀬能久大郎（代議士） - 小笠原弘
- 羽田真一郎の前妻 - 和田恵利子
- 佐久間（雷鳥九号のグリーン車の証人） - 海一生
- 北陸本線のレール点検職員 - 二村幸則
- 片桐（弁護士） - 戸浦六宏
- 井出（福井県警察 警部） - 早川保
- TVアナウンサー - 篠原大作
- たこ焼屋（屋台）のおじさん - 轟謙司
- 福井県警 刑事 - 清水照夫
- 三浦由美子の自宅の管理人 - 谷津勲
- 十津川警部 - 三橋達也